# Миронов, Ким Дмитриевич
Миронов, Ким Дмитриевич – кандидат сельскохозяйственных наук, ректор Бурятской государственной сельскохозяйственной академии (1969-1977), депутат Верховного Совета Бурятской АССР, городского Совета Улан-Удэ, заслуженный деятель науки Республики Бурятия.

## Биография
Ким Дмитриевич Миронов родился 22 июля 1923 года в селе Бар Мухоршибирского района в крепкой крестьянской семье. Его отец, Дмитрий Егорович, был одним из организаторов создания колхоза в своём селе.
В 1931 году семья из-за болезни матери была вынуждена переехать в Улан-Удэ, где Миронов поступил в школу, которую окончил в 1941 году.
16 июня 1941 года состоялся выпускной вечер, и в первые же дни войны Миронов записался в добровольцы.
Миронов был направлен в первое Томское артиллерийское училище на ускоренный курс. По его окончании 1 февраля 1942 года в звании лейтенанта он получает назначение в Московский военный округ.
15 мая 1942 года Миронов был направлен на Южный фронт в качестве командира взвода управления батареи 309-го артполка. После ранения и длительного лечения, в феврале 1943 был вновь призван в армию, на Забайкальский фронт.
В августе 1945 принял участие в боях с Японией, прошёл города Хайлар, Цицикар, Харбин, Мукзэн. За успешное выполнение заданий был награждён орденом Красной Звезды. Награждён орденом Отечественной войны, медалями "За победу над Германией", "За победу над Японией", 23 августа 1945 получил благодарность И.В. Сталина.
1 ноября 1946 года Миронов был зачислен студентом Бурят-Монгольского зооветинститута по специальности зоотехния. Институт он окончил с отличием в 1951 году, и был рекомендован в аспирантуру.
В 1954 году в Московской ордена Ленина сельскохозяйственной академии им. К.А. Тимирязева защитил диссертацию на учёную степень кандидата сельскохозяйственных наук. С этого же года Миронов устроился работать в БСХИ: сначала ассистентом, старшим преподавателем, потом доцентом, деканом зоотехнического факультета, заместителем директора по научной работе.
В 1965 году Миронов переезжает в Ульяновск, где трудится деканом заочного факультета сельхозинститута. В Московском государственном педагогическом институте иностранных языков им. Мориса Тореза оканчивает 10-месячные курсы по изучению английского языка, получает удостоверение.
25 марта 1969 года приказом заместителя министра сельского хозяйства СССР Ким Дмитриевич Миронов назначается ректором Бурятского сельскохозяйственного института.
В 1977 году по состоянию здоровья Миронову пришлось оставить ректорство, перейдя на кафедру овцеводства заведующим.
Скончался в 1997 году.